# Toolchain
Als Toolchain (englisch für Werkzeugkette) wird in der Softwareentwicklung eine systematische Sammlung von Werkzeug-Programmen bezeichnet, welche zur Erzeugung eines Produktes (meist eines anderen Programmes oder eines Systems von Programmen) Verwendung findet. Die Bezeichnung erklärt sich damit, dass die Werkzeug-Programme in der Regel in Form einer Kette nacheinander eingesetzt werden.
Ein einfacher Werkzeugkasten für die Softwareentwicklung beinhaltet einen Texteditor für die Erstellung des Quelltextes, einen Compiler, einen Linker zum Erstellen der ausführbaren Programme sowie Bibliotheken zum Zugriff auf die öffentlichen Routinen des Betriebssystems und einen Debugger. Komplexere Produkte benötigen für ihre Erstellung einen größeren Werkzeugkasten, so wird für ein Videospiel auch ein Programm für die Erstellung von 3D-Modellen, Grafiken, Soundeffekten, Musik und Animationen benötigt.
Toolchain nennt man aufeinanderfolgende Schritte in Fertigungsprozessen und in der Produktentwicklung. Auch da werden für verschiedene Schritte unterschiedliche Werkzeuge und Methoden eingesetzt. Beispielsweise wird Material aus dem Lager geholt, in der Maschine eingespannt, in verschiedenen Schritten bearbeitet, wieder ausgespannt, gereinigt, und dann zur nächsten Bearbeitungsstation oder wieder ins Lager gebracht.